# サッカーシェトランド諸島代表
サッカーシェトランド諸島代表（サッカーシェトランドしょとうだいひょう）は、シェトランド諸島サッカー協会により編成されるシェトランド諸島のサッカーのナショナルチームである。FIFAおよびUEFAに加盟していない。毎年Milne Cupにおいてオークニー諸島と対戦している。
国際アイランドゲームズ協会にも属しており、アイランドゲームズのサッカー競技にも参加している。地元開催だった2005年大会で、決勝でガーンジー島を2-0で下し、初優勝を果たした
。
政庁所在地であるラーウィックにあるギルバートソン・パーク（Gilbertson Park。正確な収容人数は不明だが、最大5,000人程度収容可能。地元の人々からは"the Gibbie"という愛称で親しまれている）で主に親善試合や国際試合が組まれており、その他ラーウィックにあるシーフィールドやホールセイ島のハービソン・パークも使用されている。2009年までにUEFA欧州選手権やFIFAワールドカップのヨーロッパ予選に参加経験のあるフェロー諸島から6勝（ただし16敗2引分している）、2013年にUEFAに加盟したジブラルタルに3勝（1敗）と健闘している。